# Calbayog
Calbayog – miasto na Filipinach na wyspie Samar nad morzem Samar w prowincji Samar.

## Dane ogólne
- Powierzchnia: 903 km²
- Liczba ludności: 147 187 (2000)

## Historia
Calbayog powstał z połączenia wielu mniejszych miejscowości, najstarsza z nich Hibatang była znana już w XVII w. Prawa miejskie otrzymał w 1948 roku.
Obecnie miasto jest ośrodkiem handlowym regionu rolniczego (uprawa ryżu, zbóż, palmy kokosowej, banana manilskiego, pozyskiwanie drewna); rozwinięte rybołówstwo i przemysł spożywczy (przetwórstwo ryb i palmy kokosowej); port lotniczy i morski; ośrodek religijny; w pobliżu gorące źródła.